# Gascon
Pour les articles homonymes, voir Gascon (homonymie) et Aquitain (homonymie).
Ne doit pas être confondu avec Gasco.
Le gascon est la variété de l'occitan propre au « triangle aquitain »,,,,,,,. La variété régionale de gascon parlée au Val d'Aran, l'aranais, est reconnue comme langue coofficielle en Catalogne, sous l'appellation « occitan, aranais en Val d'Aran ». Sa genèse (voir ancien gascon) et les caractéristiques de son système phonologique et celles de sa morphologie verbale poussent certains spécialistes à le considérer comme une langue spécifique,,,,,, au sein de l'ensemble occitan. Le gascon est reconnu comme une « langue en danger » sur l'atlas des langues de l'UNESCO. Ses particularités phonologiques par rapport à l'ensemble du domaine occitano-roman peuvent s'expliquer en partie par un substrat aquitain,.
Le terme « gascon » a aussi servi à désigner l'ensemble de l’occitan du XVIIe siècle au début du XIXe siècle,,. Il a parfois été appelé aquitain,. La Gascogne n'existant plus comme entité politique ou administrative depuis le XIe siècle, on la définit parfois de nos jours comme la région où l'on parle le gascon.

## Étymologie
Les mots gascon et basque ont la même origine étymologique : l'ethnonyme vascon prononcé /uaskon/. L'initiale /u/ a subi des évolutions diverses suivant le contexte en /v/, /w/, /b/ ou /g/. La forme gascon est une adaptation romane du mot vascon qu'on attribue parfois à une prononciation germanique (peut-être wisigothique), bien que les divergences puissent s'expliquer dans le cadre phonologique aquitain.

## Extension
Les linguistes Gerhard Rohlfs et Joan Coromines désignent par gascon l'ensemble des parlers occitans entre la Garonne et les Pyrénées qui connaissent le passage du f latin au h. La frontière du gascon, lorsqu'elle correspond à celle de la langue d'oc et de la langue d'oïl, a été décrite par Tourtoulon et Bringuier, Jules Ronjat ou Pierre Bec. Celle avec le languedocien a été abordée localement par Pierre Bec. Philippe Lartigue a établi la limite précise, commune par commune, après l'étude, en 1997-1998, d'après les textes issus de l'enquête d'Edouard Bourciez (1894-1895).

### France

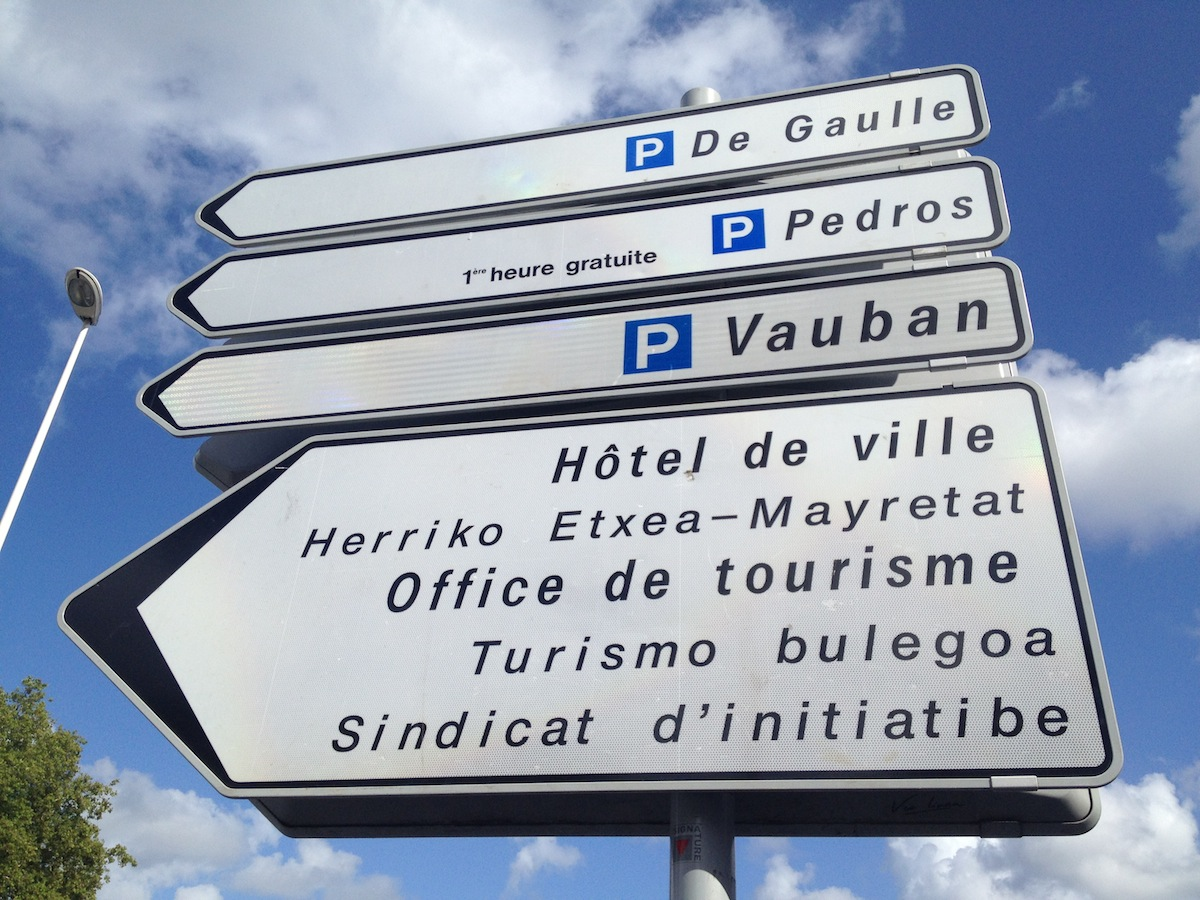
Panneau trilingue à Bayonne : en français, basque, et gascon (« Mayretat », « Sindicat d'initiatibe »)

Départements dans la zone d'extension du gascon, en totalité : Gers, Hautes-Pyrénées (Bigorre) et Landes.
En partie :
- Ariège (l'Est est en zone languedocienne)
- Haute-Garonne[39] (l'Est est en zone languedocienne)
- Gironde (une partie en zone saintongeaise et languedocienne)[40]
- Pyrénées-Atlantiques : Béarn et zones d'influence de Bayonne, Anglet, Biarritz, Bidache, La Bastide-Clairence[41]
- Lot-et-Garonne[42] (le reste en zone languedocienne et quelques communes de parler saintongeais)
- Tarn-et-Garonne[43] (Lomagne) - le reste en zone languedocienne

Autrement dit, dans les Pyrénées, les domaines de dialectes gascons s’étendent (d’est en ouest)  du Couserans (partie occidentale du département Ariège) au Béarn (partie orientale du département Pyrénées-Atlantiques).

### Espagne
- Val d'Aran[44], au nord-ouest de la Catalogne.
- Il a existé, dans le passé, des colonies gasconnes sur les côtes guipuscoannes : Saint-Sébastien / Donostia, Fontarabie, Pasaia[45],[46].

### Cartographie
| - Vivaro-alpin - Auvergnat - Limousin - Sud-vivarais - Provençal - Niçois - Languedocien - Gascon | - Baléare - Alguérois - Roussillonais - Catalan central - Catalan nord-occidental - Valencien - Ribagorsanais (Bénasquais inclus) - Aragonais |

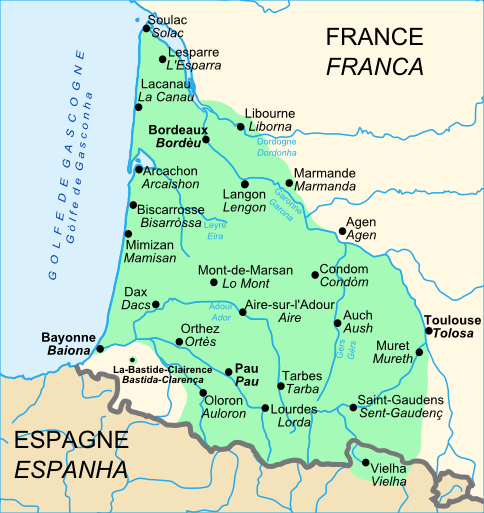
Étendue du gascon

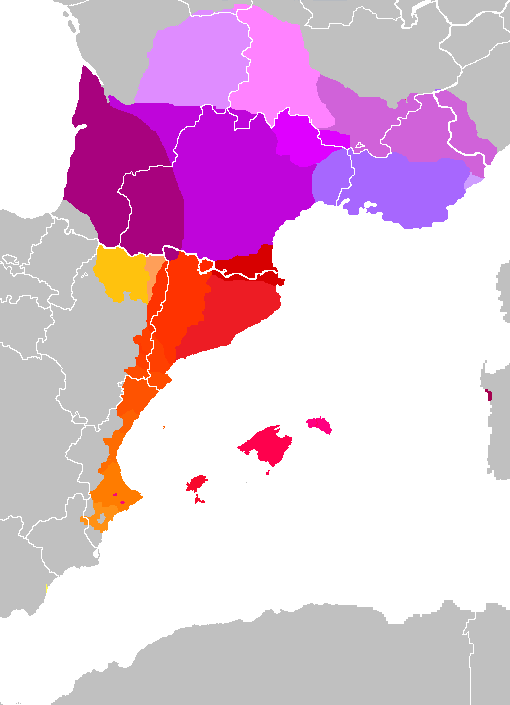
Langues et dialectes occitanoromans.
Vivaro-alpin
Auvergnat
Limousin
Sud-vivarais
Provençal
Niçois
Languedocien
Gascon
Baléare
Alguérois
Roussillonais
Catalan central
Catalan nord-occidental
Valencien
Ribagorsanais (Bénasquais inclus)
Aragonais

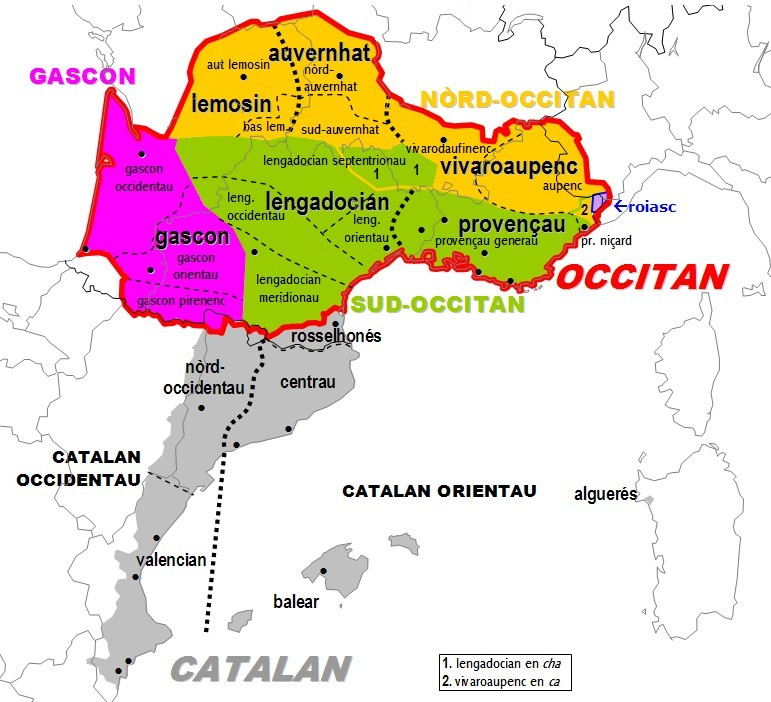
Carte des dialectes du diasystème occitano-roman incluant la subdivision du gascon.

## Classification

### Un dialecte ou une langue spécifique?

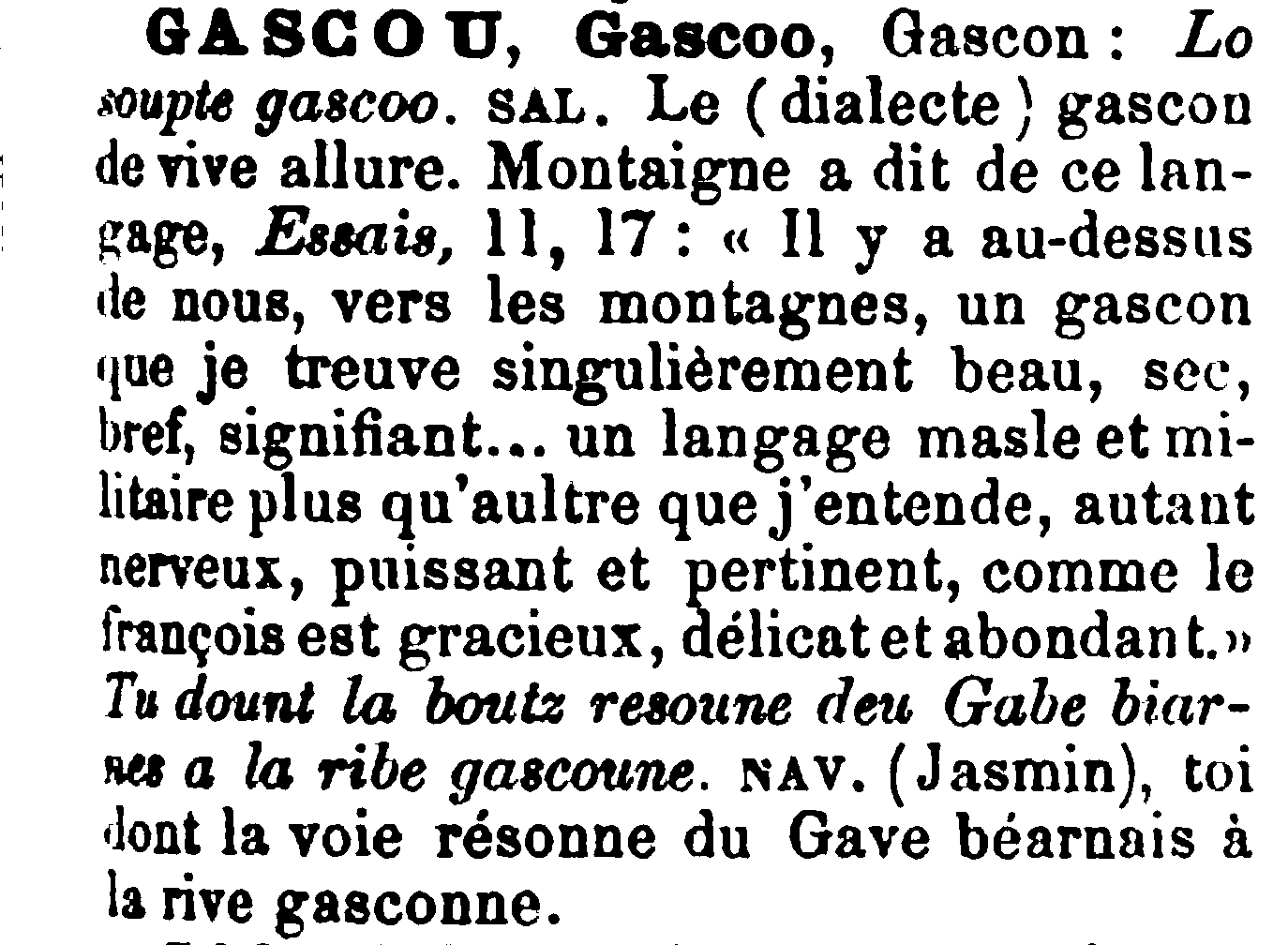
Entrée gascoun dans le dictionnaire de Lespy

L'ancien gascon, et donc le gascon sont considérés comme un dialecte de l'occitan,,,. Pour Ronjat, qui le nomme aquitain, il constitue même le seul dialecte clairement différencié, les limites entre les autres dialectes restant floues. Pour Rohlfs, à cause de ses spécificités mêmes, il constitue une langue à mettre sur le même plan que le catalan. Les travaux récents de Jean-Pierre Chambon et Yan Greub montrent que l’individuation du protogascon était entièrement acquise en 600 au plus tard ; à la date où les traits définitoires de l'idiome sont fixés, le reste du domaine occitan ne présentait qu'une seule innovation (groupes -TR-, -DR- > -air). Il y a eu par la suite un rapprochement plus récent du languedocien et du gascon. Néanmoins, si l’on veut bien tenir compte de l’antériorité génétique des traits définitoires du gascon, cette unité ne peut être que « négativo-passive » et faite à partir d’un fonds « de ressemblances romanes ou diaromanes ».
L'immense majorité des acteurs culturels et éducatifs présents en Gascogne considère le gascon comme le dialecte de l'occitan compris entre Garonne et Pyrénées : c'est le cas de l'état français lui-même, à travers l'Education Nationale dont l'action est menée par voie de convention entre les régions Nouvelle-Aquitaine et Occitanie et les Rectorats de Bordeaux et Toulouse. C'est également le cas des écoles bilingues publiques et immersives, des collèges, des lycées et des universités de Pau et de Bordeaux, des INSPE. Cette action de l'état en faveur de l'occitan en général et du gascon en particulier est portée entre autres par l'Office Public de la Langue occitane qui est un GIP. Mais aussi par tout un réseau associatif dynamique dont le cœur est en Béarn. Les sections locales de l'Institut d'études occitanes, du Félibrige, les maisons d'édition comme Per Noste ou le CAP'Òc, mais également du CFP'Òc, de l'Ostau Biarnés, l'Ostau Girondin, le Festvial Mascaret, la fédération des filières bilingues Òc Bi, La fédération des écoles immersives Calendreta, Hestiv'Òc, les Menestrèrs Gascons, Lo Pimtemps de l'Arribèra, los Sauvetons, le Groupe Nadau, les Pagalhós, les studios de doublage Conta'm, Òc TV, Lo Carnaval Biarnés (...) conçoivent également le gascon comme une variante dialectale de l'occitan.
Le poète gascon Bernard Manciet déclarait : « Je suis occitan et mon dialecte est le gascon negre car je suis des Landes ». Il faisait ainsi référence au localisme dialectal du "parler negue" de la langue gasconne, au sein d'un vaste ensemble culturel d'Oc.[réf. nécessaire]
D'autres associations, l’Institut béarnais et gascon, Esprit Gascon, et Région Gascogne Prospective prônent la reconnaissance du gascon comme une langue et soutiennent ainsi l'idée de "langues d'Oc" au pluriel.[source insuffisante]

### Spécificités
En ce qui concerne la phonétique, on explique en partie les traits spécifiques du gascon par le substrat de l'aquitanien, une langue proto-basque, parlée en Aquitaine antique ou Aquitaine préromaine.
Toutefois, l'évolution phonétique des emprunts latins dans l'histoire du basque semble indiquer que la plupart des évolutions qui marquent le passage du protobasque au basque ont eu lieu alors que le domaine actuel du gascon était déjà romanisé depuis des siècles. Ces évolutions auraient pu alors avoir lieu en même temps en basque et en gascon.

## Histoire
Le protogascon (ou aquitano-roman) serait apparu au VIe siècle : l’étude de documents (monnaies) de cette époque montre la présence de traits caractéristiques du gascon.
L’ancien gascon, mots gascons présents dans les textes rédigés en Gascogne médiévale depuis le XIIe siècle, y compris ceux (surtout jusqu’au XIIIe siècle) dans des textes en latin, a été étudié et répertorié dans le Dictionnaire onomasiologique de l’ancien gascon (DAG) conçu et dirigé par Kurt Baldinger.
Au milieu du XIIe siècle, le premier échantillon d'une strophe troubadouresque entièrement en gascon est fourni par Raimbaut de Vaqueiras dans le « Descort » soit trois siècles avant la floraison littéraire du gascon. Il a été désigné du nom de gascon dans son domaine linguistique depuis au moins 1313 et l'usage de ce nom n'a pas cessé jusqu'à nos jours[réf. nécessaire]. L'école littéraire toulousaine du Gay Saber le considérait dans sa grammaire appelée Las Leys d'Amors (rédigée avant 1341, version finale en 1356) comme une langue « étrange » ou « étrangère » à la langue « romane » utilisée dans les concours de poésie à Toulouse.
À partir du XVIe siècle, le français commença à s'imposer dans de nouveaux domaines, de la philosophie aux sciences, tandis que le gascon demeurait la langue du peuple. Le français fut imposé à tout le territoire, et le gascon ne se transmet en général plus naturellement depuis au moins deux générations.

## Statut
En France, le gascon ne dispose d'aucun statut officiel. Il est inclus dans l'occitan qui devient langue d'enseignement facultatif au titre de la loi Deixonne, puis individualisé dans le cadre de l'appellation d'occitan-langue d'oc, ou sous le nom d'occitan-langue d'oc gascon. Aujourd'hui le gascon est enseigné dans les académies de Bordeaux et Toulouse de la petite-section de maternelle au lycée, dans 68 (2024) filières bilingues publiques à parité horaire, 23 écoles immersives calandretas, et près de 60 écoles en enseignement renforcé. Ces filières d'enseignement en gascon se poursuivent dans le second degré via un enseignement optionnel, doublé de disciplines enseignées en gascon (DNL),.
En Espagne, dans la communauté autonome de Catalogne, la loi sur le régime spécial du Val d'Aran du 13 juillet 1990 fait de l'occitan aranais la troisième langue officielle du Val d'Aran : « L'aranais, variété de la langue occitane propre au val d'Aran, est officiel dans le val d'Aran ». Depuis le 9 août 2006, le nouveau statut d'autonomie de la Catalogne fait de l'occitan la troisième langue coofficielle de la communauté autonome, ainsi que la cinquième langue constitutionnelle de l'Espagne. Ce statut est confirmé en septembre 2010 par l'adoption, par le parlement de Catalogne, de la loi de l'aranais, occitan en Val d'Aran, qui réaffirme l'officialité de l'occitan dans l'ensemble de la communauté autonome.

## Géographie linguistique

### Variétés du gascon
Le gascon est divisé en trois variétés ou sous-groupes dialectaux :
- le gascon occidental, qui inclut le gascon maritime ou parlar negue, parfois appelé « landais » (Bayonne, littoral landais, Grande Lande) et le nord-gascon (Bordelais, Bazadais, Médoc, Pays de Buch, Entre-deux-Mers)
- le gascon oriental ou intérieur, dit parlar clar (Auch)
- le gascon pyrénéen ou méridional, qui inclut l'aranais

Le béarnais, langue officielle lorsque le Béarn était un État indépendant, ne correspond pas à un parler unifié : les trois formes de gascon sont parlées en Béarn (au sud, le gascon pyrénéen ; au centre et à l'est, le gascon oriental ; au nord-ouest, le gascon occidental).
|                                                             | maritime                 | béarnais                               | bigourdan                              | aranais                | commingois et couseranais  | gascon intérieur         | bazadais et grand-landais | bordelais                    |
| ----------------------------------------------------------- | ------------------------ | -------------------------------------- | -------------------------------------- | ---------------------- | -------------------------- | ------------------------ | ------------------------- | ---------------------------- |
| phrase affirmative: Il y va                                 | Qu' i va.                | Que i va.                              | Que i va.                              | I va.                  | Que i va.                  | Que i va.                | (Qu’) i va/vai.           | I vai.                       |
| négation: il ne l’écoutait pas                              | ne l’escotèva pas        | non / ne l’escotava pas                | non / ne l’escotava pas                | non la escotaua        | non l’escotava cap         | ne l’escotava pas        | (ne) l’escotèva pas       | ne l'escotava pas/briga      |
| formation du pluriel: les jeunes hommes - les jeunes filles | los gojats - las gojatas | eths / los gojats - eras / las gojatas | eths / los gojats - eras / las gojatas | es gojats - es gojates | eths gojats - eras gojatas | los gojats - las gojatas | los gojats - las gojatas  | los gojats - las dònas/gojas |

La classification d'Achille Luchaire, historien et philologue du XIXe siècle, reprend la division départementale et provinciale. Elle est considérée comme dépassée :
- Le béarnais, le béarnais de la plaine (Pau, Thèze, Arthez, Navarrenx, Sauveterre, etc.), le béarnais de la montagne (Barétous, Aspe, Oloron).
- Le landais, composé des sous-dialectes du Labourd, du Marensin, de la Maremne, de la Grande-Lande, du Marsan et du Tursan, du pays de Born ainsi que d'une partie du pays de Buch.
- Le bigourdan, qui comprend quatre sous-dialectes : de la plaine (Saint-Pé, Tarbes, Lourdes, Bagnères, Ossun), de la Montagne (val de Lavedan, Argelès, Cauterets, Barèges, Campan), du Rustan (Mauvezin, Saint-Sever, Tournay) et des Quatre-Vallées (Labarthe, Aure, Magnoac).
- L'armagnacais, qui comprend cinq sous-dialectes : de l'Armagnac proprement dit et de l'Astarac, de l'Armagnac occidental, du Fézensac et du Gabardan (Landes), de la Rivière-basse (Hautes-Pyrénées), de la Lomagne et le sous-dialecte de Gimois et l'Isle-Jourdain.
- Le commingeois, divisé en quatre sous-dialectes : du haut Comminges, Barousse et Nébouzan, du bas Couserans, du haut Couserans et le sous-dialecte de la Gascogne toulousaine.
- Le girondin, composé de cinq sous-dialectes : du Médoc, du Bordelais (Bordeaux, Langon, La Réole), des Landes de Bordeaux et du Bazadais, de l'Agenais (Astaffort, Nérac, Lavardac, Bouglon) et de l'Entre-deux-Mers (Créon, Targon, Libourne).
- Une variété spécifique de gascon maritime comprenant des traits phonétiques et lexicaux distinctifs, notamment des emprunts à l'hébreu, au portugais et à l'espagnol, a été parlée par les Israélites de Bayonne et de Bordeaux jusqu'au début du XXe siècle[64].

### Dialectologie

Le gascon, comme tout l'espace roman traditionnel, forme un ensemble linguistique complexe, différencié intérieurement par un grand nombre d’isoglosses qui s’entrecroisent.
La carte ci-contre présente ainsi 11 isoglosses significatives de l'espace gascon. Chaque définition donnée dans le tableau ci-dessous correspond à un changement linguistique (par rapport au latin) ayant affecté les variétés parlées au sud de la ligne correspondante.
| 1  | -II- > -r- entre voyelles (anhèra ‘agnelle’ < lat. agnella) -ll- > -th en fin de mot (anhèth ‘agneau’ < lat. agnellum)            |
| 2  | f > h (haria ‘farine’ < lat. farina)                                                                                              |
| 3  | r- > arr- (arren ‘rien’ < lat. rem)                                                                                               |
| 4  | amuïssement de -n- entre voyelles (lua ‘lune’ < lat. luna)                                                                        |
| 5  | -nd- > -n- (tóner ‘tondre’ < lat. tondere)                                                                                        |
| 6  | métathèse: praube ‘pauvre’ < lat. pauperum                                                                                        |
| 7  | Syntaxe: utilisation du “que énonciatif” en énoncé assertif (ex. que bieni ‘je viens’)                                            |
| 8  | Syntaxe: type quan lo men hilh e sia gran, fr. ‘quand mon fils sera grand’ (subjonctif en subordonnée temporelle à valeur future) |
| 9  | Articles définis eth < lat. illum, era < lat. illa                                                                                |
| 10 | Lexique: maishèra ’joue’ < lat. maxilla ≠ gauta, jauta (autres dialectes occitans) < celt. gabata                                 |
| 11 | Lexique: tòs ’abreuvoir, panier de vendangeur’ (cf. castillan troza)                                                              |

## Graphie
Les écrivains en gascon ont essentiellement utilisé au XXe siècle deux systèmes graphiques :
- la graphie de l’Escole Gastou Fèbus (fébusienne), inspirée de la graphie mistralienne, elle s'en distingue en particulier par l'emploi des lettres  « û » et « y » ou encore des digrammes « oû » et  « gn » à l'initiale mais, jusqu'en mai 1899, « nh » à l'intérieur des mots. Diffusée à partir de février 1897 par la revue Reclams de Biarn e Gascounhe, sa codification a été finalisée au début du XXe siècle[66].
- la graphie dite classique, prônée par l'Institut d'études occitanes, adaptée au gascon en 1952[67] et adoptée en 1984 par la revue de l'Escole Gastou Fèbus.

La graphie classique est aujourd'hui employée par les institutions (Conseil Général d'Aran et Généralité de Catalogne, Conseil Régional de Nouvelle-Aquitaine) ainsi que dans l'enseignement (enseignement public en Espagne et en France, Calandreta), l'édition et la presse en gascon, dont le journal en ligne Jornalet et les périodiques País Gascons et Reclams. Pour sa part, l'Institut béarnais et gascon maintient surtout la graphie fébusienne et ses évolutions ou la graphie d'origine des auteurs.

## Grammaire

### Numération
La numération en gascon peut utiliser la base dix, la base vingt et même la base six :
| français                | gascon         | variante           |
| ----------------------- | -------------- | ------------------ |
| un, une                 | un, ua [ˈyɔ]   | [ˈiβə] (Bayonnais) |
| deux                    | dus, duas (f.) |                    |
| trois                   | tres           |                    |
| quatre                  | quate          |                    |
| cinq                    | cinc           |                    |
| six                     | sheis          |                    |
| sept                    | sèt            |                    |
| huit                    | ueit           |                    |
| neuf                    | nau            |                    |
| dix                     | dètz           |                    |
| douze                   | dotze          | dus sheis          |
| dix-huit                | dètz e ueit    | tres sheis         |
| vingt                   | vint           |                    |
| trente                  | trenta         | cinc shèis         |
| quarante                | quaranta       | dus vint           |
| soixante                | seishanta      | tres vint          |
| quatre-vingts, huitante | ueitanta       | quate vint         |
| cent                    | cent           | cinc vint          |

## Quelques mots gascons
| français | gascon                  | Prononciation                                     |
| -------- | ----------------------- | ------------------------------------------------- |
| terre    | tèrra                   | [ˈtɛrrɔ] / [ˈtɛrrə]                               |
| ciel     | cèu                     | [sɛw]                                             |
| eau      | aiga                    | [ˈajɣɔ] / [ˈajɣə]                                 |
| feu      | huec/huc/hòc            | [hwek] / [hyk] ~ [hœk] / [hɔk]                    |
| homme    | òmi/òme                 | [ˈɔmi] / [ˈɔmə]                                   |
| femme    | hemna                   | [ˈhennɔ] / [ˈhemnə] / [ˈhœmnə]                    |
| manger   | minjar                  | [minˈd͡ʒa] / [minˈʒa] / [minˈdja]                  |
| boire    | béver/búver/beure/buure | [ˈbeβə] ~ [ˈbewə] / [ˈbywə] / [ˈbewrə] / [ˈbywrə] |
| jouer    | jogar                   | [juˈɣa] ~ [ʒuˈɣa]                                 |
| grand    | gran                    | [ɡran]                                            |
| petit    | petit                   | [peˈtit] ~ [pœˈtit]                               |
| nuit     | nueit/neit/nuit/net     | [nwejt] / [nejt] / [nœjt] / [nyjt] / [net]        |
| jour     | dia/jorn                | [ˈdijɔ] ~ ['dijə] / [jur] ~ [jurn]                |

Les points de la boussole en gascon sont déterminées par deux facteurs. L'axe de montagne - plaine et l'orientation de la maison : le nord est devath (dessous, sous) ou capvath (vers la vallée) : le sud est dessús (dessus, sur) ou capsús (vers la montagne) : l'est est davant (en face) ou l'endavant ou cap abans ou davant (en face ou devant la maison - cap signifie « tête » ou « vers ») : l'ouest est darrèr (derrière) ou lo darrèr ou caparrèr ou cap darrèr (vers l'arrière) .
D'autres termes pour l'est et l'ouest sont só lhevant ou au lhevant (lever du soleil ) et só co(u)c ou au só darrèr (coucher du soleil) respectivement.

## Apports au français
La langue française désigne souvent le gascon comme typé, truculent, sonore, propre à produire des « gasconnades », même au prix d'inexactitudes ou approximations. Cyrano de Bergerac n'était pas gascon car Bergerac désigne, dans son cas, le nom d'un domaine près de Paris et acquis par sa famille, et cela même si beaucoup de mousquetaires étaient gascons, comme le véritable d'Artagnan.
Le français a bénéficié de nombreux apports de l'occitan, et parmi ceux-ci on peut distinguer des mots spécifiquement gascons :
- alios, terme géologique international désignant une roche[70].
- baïne ou bayne (Landes)[71], dépression locale dans le sable du littoral.
- béret, mot du Béarn, berret, du latin birrum[72].
- boulbène terme de pédologie, terre arable[73].
- cadet de capdèth (« chef »), a supplanté puîné, celui qui devait quitter la maison[74].
- caddy / caddie, emprunt à l'anglais, lui-même issu du français cadet, de capdèth, jeune Béarnais[75].
- cagot, de cagòt, crotte, cf. Cagots[76].
- capulet ex. « la Dame au Capulet », la Dame de Brassempouy[77].
- cargaison, du verbe cargar ou carcar, charger, cargueson en ancien gascon[78].
- gabare ou gabarre, bateau, d'origine basque[79] ; à distinguer de gabarra, ajonc.
- gave, torrent[80], mot employé par Froissart au XIVe siècle.
- mascaret à l'origine, robe de bœuf tachetée[81].
- rabiot, nom des œufs de poisson que s'attribuaient les pêcheurs (dim. de raba, rave)[82].

### Termes alimentaires
- cèpe, champignon, à partir du latin cippus, pieu, tige[83].
- pibale, larve d'anguille[84].

### Termes culinaires
- garbure[85]
- magret[86]
- piperade[87]